# Il cacciatore del buio
Il cacciatore del buio è un romanzo di Donato Carrisi edito da Longanesi nel 2014, sequel de Il tribunale delle anime e prequel de il maestro delle ombre, in cui si ritrovano gli stessi protagonisti, il penitenziere Marcus e la foto-rilevatrice Sandra Vega.

## Trama
Il romanzo si apre con il misterioso omicidio di una suora di clausura all'interno della Città del Vaticano, cui Marcus è chiamato a indagare. Pur in possesso di una foto dell'assassino, l'indagine per un anno non fa alcun progresso. Nel frattempo, una giovane coppia di amanti appartatasi in una pineta di Ostia viene aggredita da un misterioso assassino. Il ragazzo viene ucciso da una pallottola alla testa, mentre la ragazza si salva miracolosamente dopo avere ricevuto una coltellata nel pieno dello sterno. È Sandra Vega, convocata sul posto per eseguire le foto rilevazioni di rito, ad accorgersi che la giovane donna non è deceduta. Tornata successivamente sul luogo del delitto, Sandra ritrova Marcus per la prima volta dopo i fatti di tre anni prima. A questo omicidio ne seguirà un altro che vede coinvolta un'agente di polizia e un altro ancora, che si scoprirà essere il primo delitto commesso dal serial killer diversi anni prima ai danni di due turisti tedeschi. Sandra e Marcus indagando parallelamente vengono a scoprire la presenza di riferimenti a culti satanici nei luoghi di quegli e altri omicidi. Contemporaneamente, entra in scena anche il misterioso Battista Erriaga, in possesso di informazioni utili a risolvere il caso nonché custode di segreti altamente personali di cui si serve per ricattare potenti personaggi della città romana.
Marcus giunge infine a scoprire che l'identità del serial killer è quella di Victor Agapov, figlio di un funzionario sovietico residente a Roma negli anni ottanta. Questi, ossessionato dalla morte della moglie, costrinse Victor a impersonare una immaginaria sorella gemella, Hana, provocando uno sdoppiamento di personalità nel bambino all'epoca. Dopo che questi tentò di tagliarsi le vene per liberarsi dalla follia del padre, quest'ultimo lo accusò di avere "ucciso" Hana, facendolo rinchiudere in un istituto per bambini macchiatisi di omicidio. Victor, che nel frattempo ha cambiato sesso, verrà infine arrestato, non prima che questi abbia ucciso però anche Max, il nuovo compagno di Sandra, e Clemente, il penitenziere amico di Marcus, sacrificatosi per salvare la vita a Sandra.
L'ultima parte del racconto si svolge due anni dopo tra la Nigeria e il Congo, dove Marcus riesce a trovare tracce del killer responsabile dell'iniziale omicidio della suora che lo riportano a Roma, dove scopre che l'omicida negli ultimi diciassette anni è sempre stato rinchiuso nel convento di clausura di quelle stesse suore.

## Personaggi
- Marcus: ha due identità distinte: la prima è quella di penitenziere con un grande talento investigativo; la seconda è quella di un serial killer trasformista. È innamorato di Sandra.
- Sandra Vega: agente della polizia di Roma, esperta di foto-rilevazioni. Suo marito è stato ucciso e nel precedente libro aveva rischiato la vita per scoprire l'identità dell'assassino.
- Battista Erriaga: cardinale e "Avvocato del Diavolo".
- Clemente: penitenziere.
- Victor Agapov: serial killer dotato di una doppia personalità: da una parte è Victor, un killer impazzito dalla rabbia e dall'altra Hana, una solare ragazza che si diverte ad interpretare vari personaggi.

## Edizioni
- Donato Carrisi, Il cacciatore del buio, collana La Gaja scienza, Longanesi, 2014, ISBN 978-88-304-3940-5.
- Donato Carrisi, Dečak od stakla, traduzione di Kristina Lozo, Vulkan izdavaštvo, 2015, ISBN 9788610014365.
- Donato Carrisi, The Hunter of the Dark, Abacus, 2015, B00YAKIVRU.
- Donato Carrisi, Malefico, traduzione di Anaïs Bokobza, Éditions Calmann-Lévy, 2015.[2]
- Donato Carrisi, La trilogia di Marcus, il cacciatore del buio, collana I Grandissimi TEA, TEA, 2020, ISBN 978-88-502-5755-3.